# Þingeyjarsveit
Þingeyjarsveit és un municipi d'Islàndia a la regió de Norðurland eystra. Té una extensió de 12.024 km², el que el converteix en el municipi més extens de tota l'illa., i una població de 1.453 habitants a primer de gener de 2025.
El 2022 el municipi es va fusionar amb l'antic municipi de Skútustaðahreppur conservant el mateix nom. el municipi també va acordar canviar el govern d'un alcalde a que estigui format per un consell.
Les principals poblacions del municipi són Reykjahlíð i Laugar.